# Myiodynastes luteiventris
Myiodynastes luteiventris là một loài chim trong họ Tyrannidae.